# Glandora oleifolia
Glandora oleifolia är en strävbladig växtart som först beskrevs av Philippe Picot de Lapeyrouse, och fick sitt nu gällande namn av D.C.Thomas. Glandora oleifolia ingår i släktet bergstenfrön, och familjen strävbladiga växter. Inga underarter finns listade i Catalogue of Life.